# Edge of the World (Mogg/Way)
Edge of the World è il primo album dei Mogg/Way, uscito nel 1997 per l'Etichetta discografica Roadrunner Records.

## Tracce
1. Change Brings a Change – 3:54
2. All Out of Luck – 4:20
3. Gravy Train – 4:13
4. Fortune Town – 5:01
5. Highwire – 4:03
6. Saving Me from Myself – 5:34
7. Mother Mary – 4:22
8. House of Pain – 3:33
9. It's a Game – 3:03
10. History of Flames – 4:22
11. Spell On You – 3:33
12. Totaled – 3:03

## Formazione
- Phil Mogg - voce
- George Bellas - chitarra
- Matt Guillory - tastiera
- Pete Way - basso
- Aynsley Dunbar - batteria